# Wardenclyffe Tower
La Torre Wardenclyffe, també coneguda com la Torre Tesla, fou una torre-antena de telecomunicacions sense fil dissenyades per a la telefonia comercial transatlàntica, retransmissions de ràdio i per a demostrar la transmissió sense cables connectors entre els anys 1901 i 1917, concebuda per l'inventor i enginyer serbi Nikola Tesla i situada a Shoreham, a l'estat de Nova York, i més específicament, a la costa nord de Long Island.
Tenia una alçada de 30 metres. Les instal·lacions centrals no aconseguiren ser completament operatives i el projecte no es completà a causa de problemes financers. La Torre rep el seu nom en honor de James S. Warden, un banquer i advocat que havia comprat terrenys a Shoreham, Rhode Island, a uns 100 kilòmetres de Manhattan. Aquí aixecà una comunitat coneguda com a Wardenclyffe-on-Sound. Warden creia que amb la implementació del Sistema Mundial de Nikola Tesla es desenvoluparia una "Ciutat de la Ràdio" a la zona, i oferí 81 hectàrees de terreny al costat d'una línia de ferrocarril a Tesla, per tal que construís la seva torre de telecomunicacions i laboratori. Warden planejà construir habitatges per a 2000-2500 persones que treballarien en una fàbrica produint els dispositius patentats de Tesla.
Tesla aconseguí posar-la en marxa en diverses ocasions amb un rotund èxit, però en dos d'elles les instal·lacions superaren la potència límit i cremaren parcialment. Durant la Primera Guerra Mundial fou destruïda, ja que molestava el desplegament dels globus captius, tot i que també s'argumentà el fet que podria ser emprada com a punt de referència a submarins alemanys.